# Židovský hřbitov v Kysuckém Novém Městě
Židovský hřbitov v Kysuckém Novém Městě byl v minulosti  osamocený na okraji města u osady Dubie, dnes se nachází ve vnitřním areálu městského hřbitova. V období komunistické totality byl vedle židovského založeno nové městské pohřebiště, které se postupně rozšiřovalo, až původní židovské zcela obklopilo. Do roku 2018 byl zcela zanedbaný, zničený vandaly, zarostlý náletovými dřevinami a také byl jistou dobu používán jako smetiště. V letech 2018–2020 proběhla revitalizace hřbitova, vyčištění od dřevin a odpadu a odkrytí některých zavalených či zasypaných náhrobních kamenů.

## Galerie

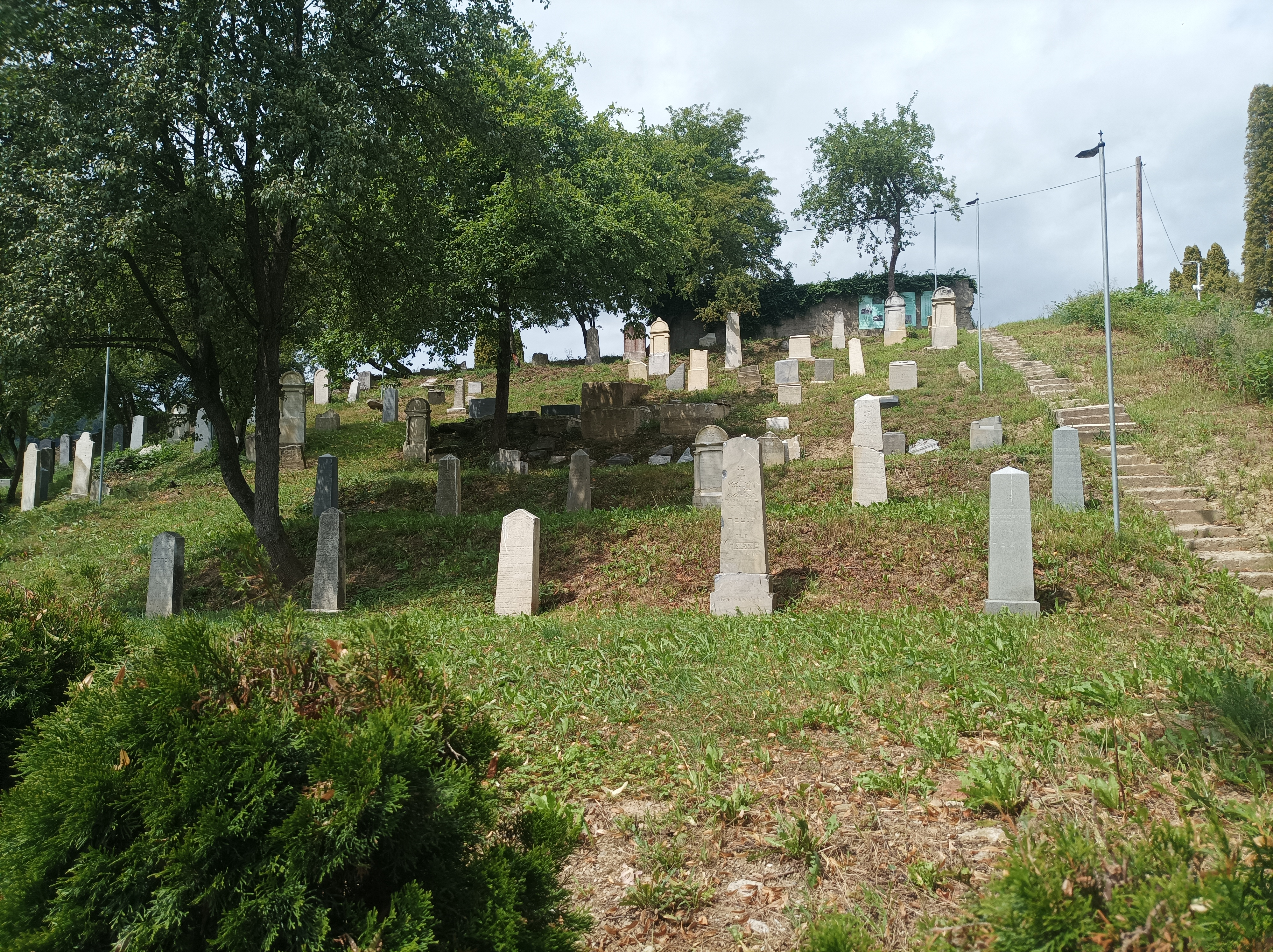
Pohled na hroby z cesty
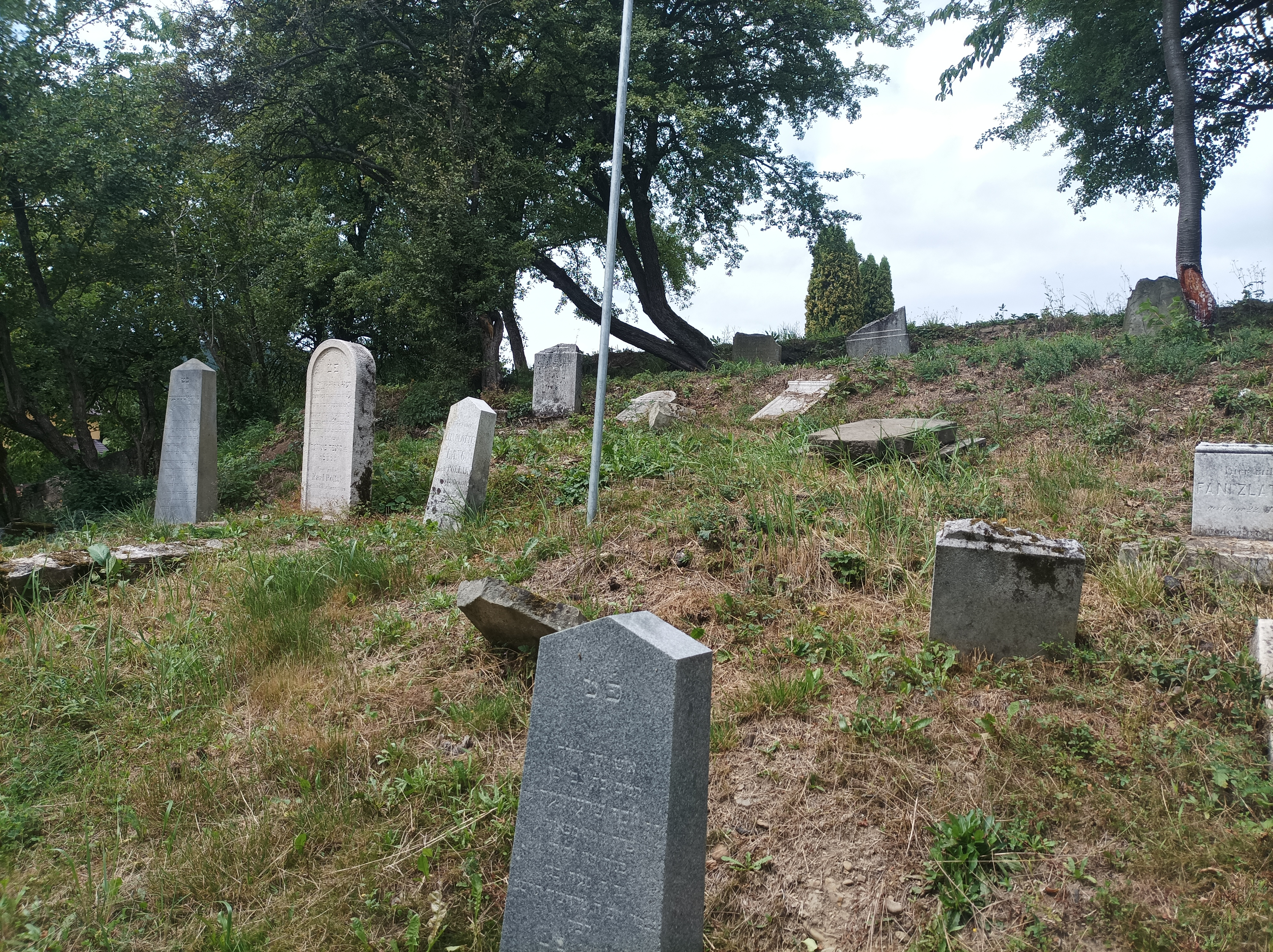
Povalené náhrobky
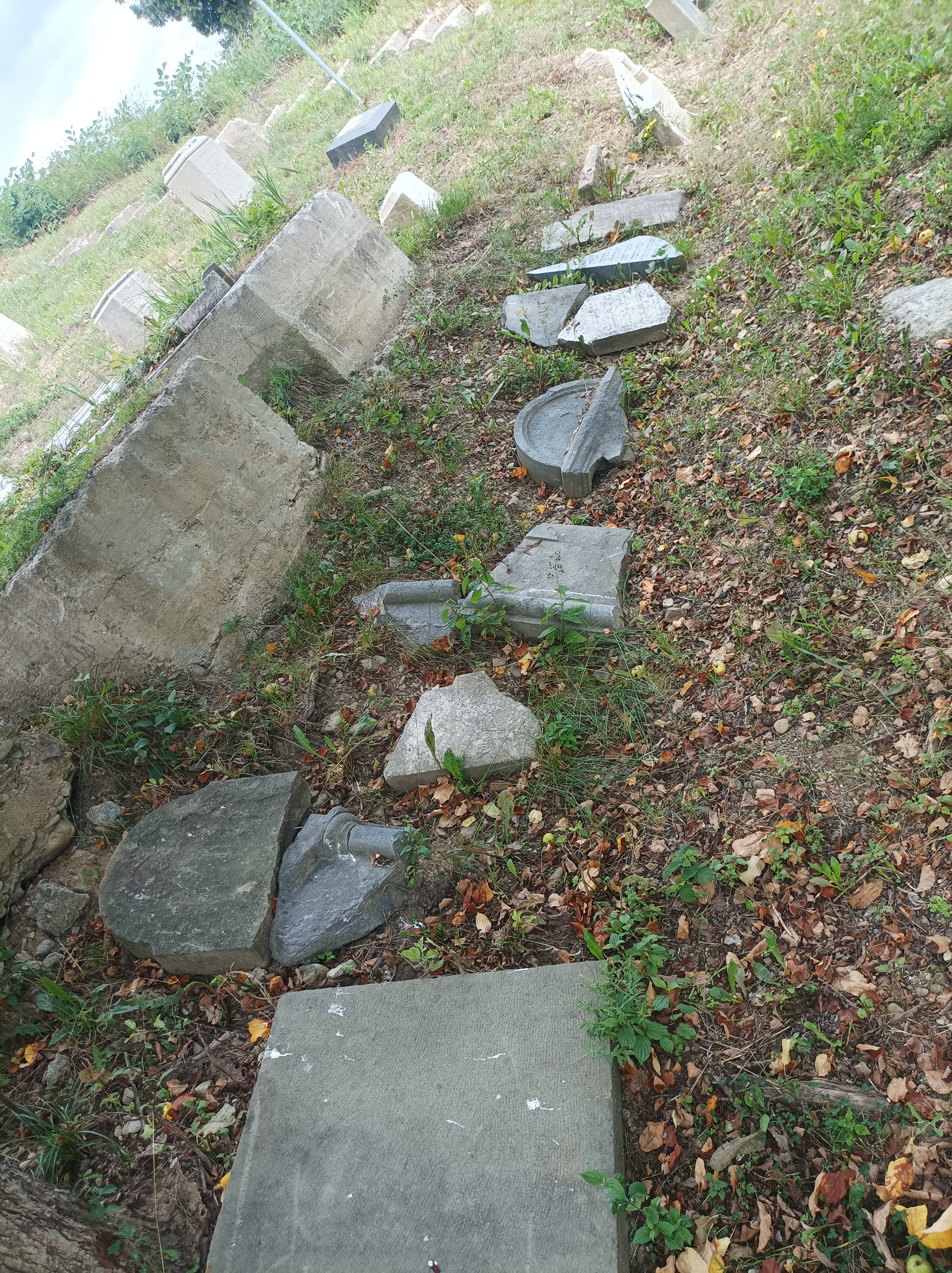
Rozbité náhrobky
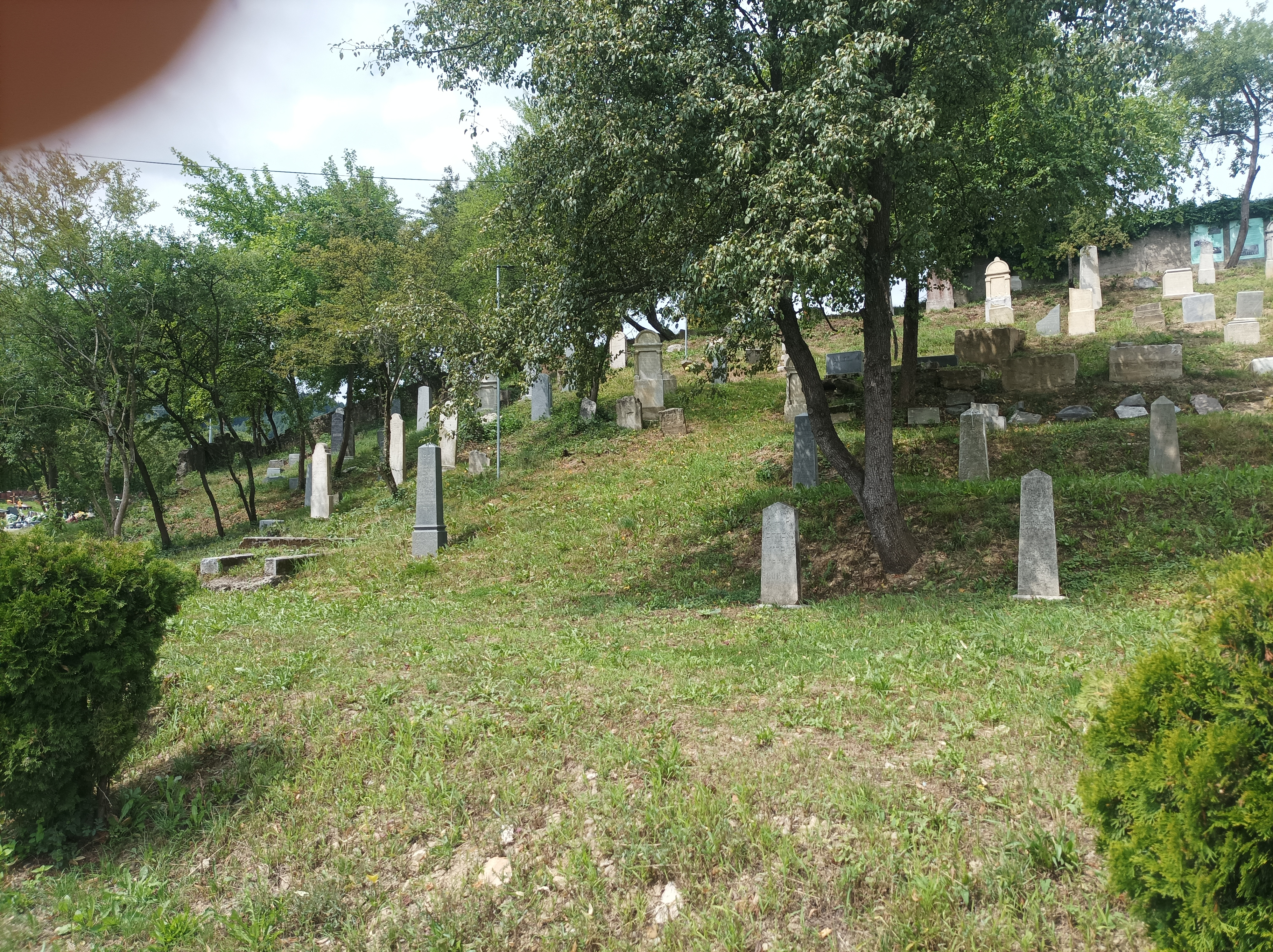
Pohled na další náhrobky z cesty
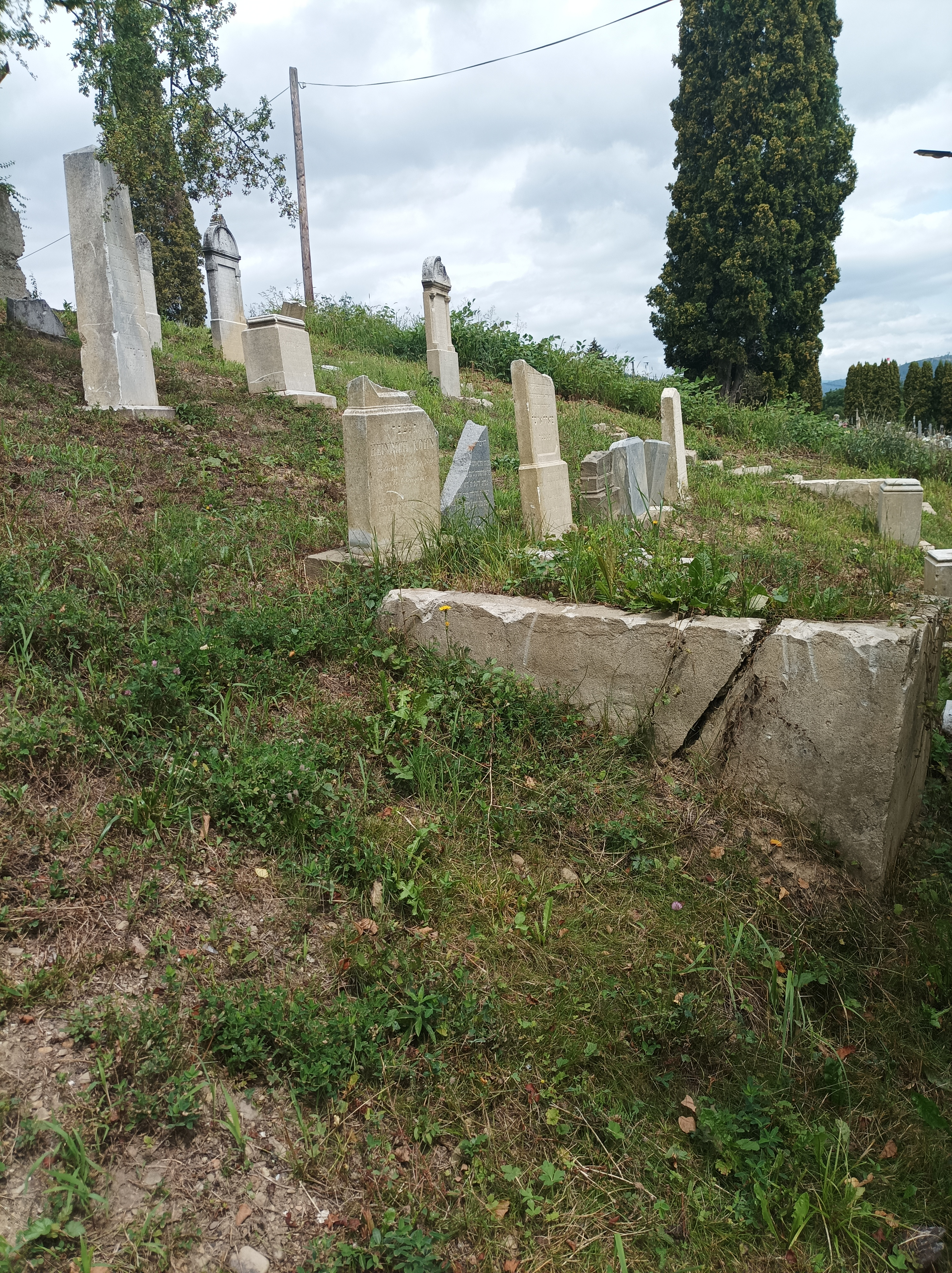
Poničené náhrobky
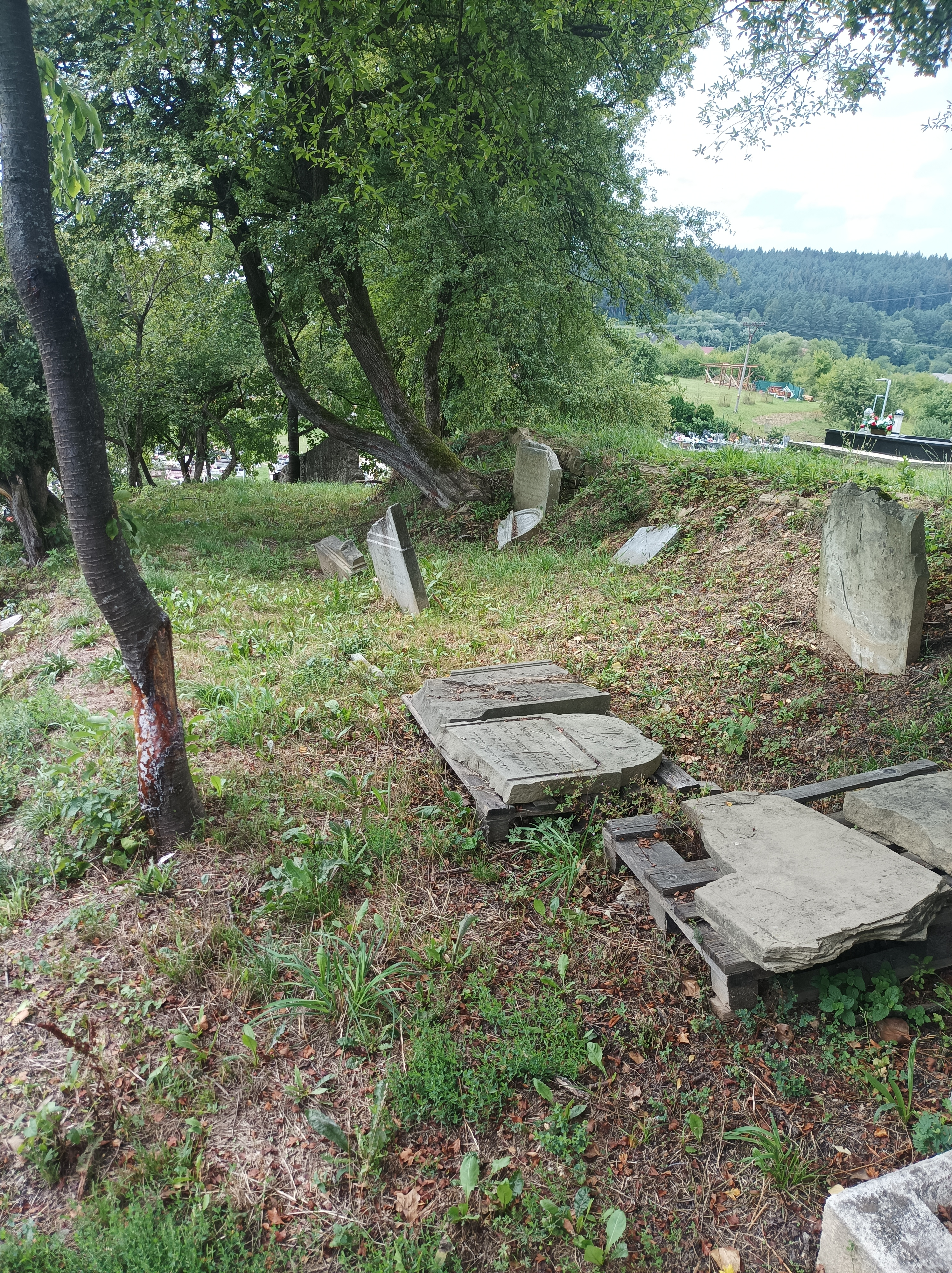
Povalené náhrobky
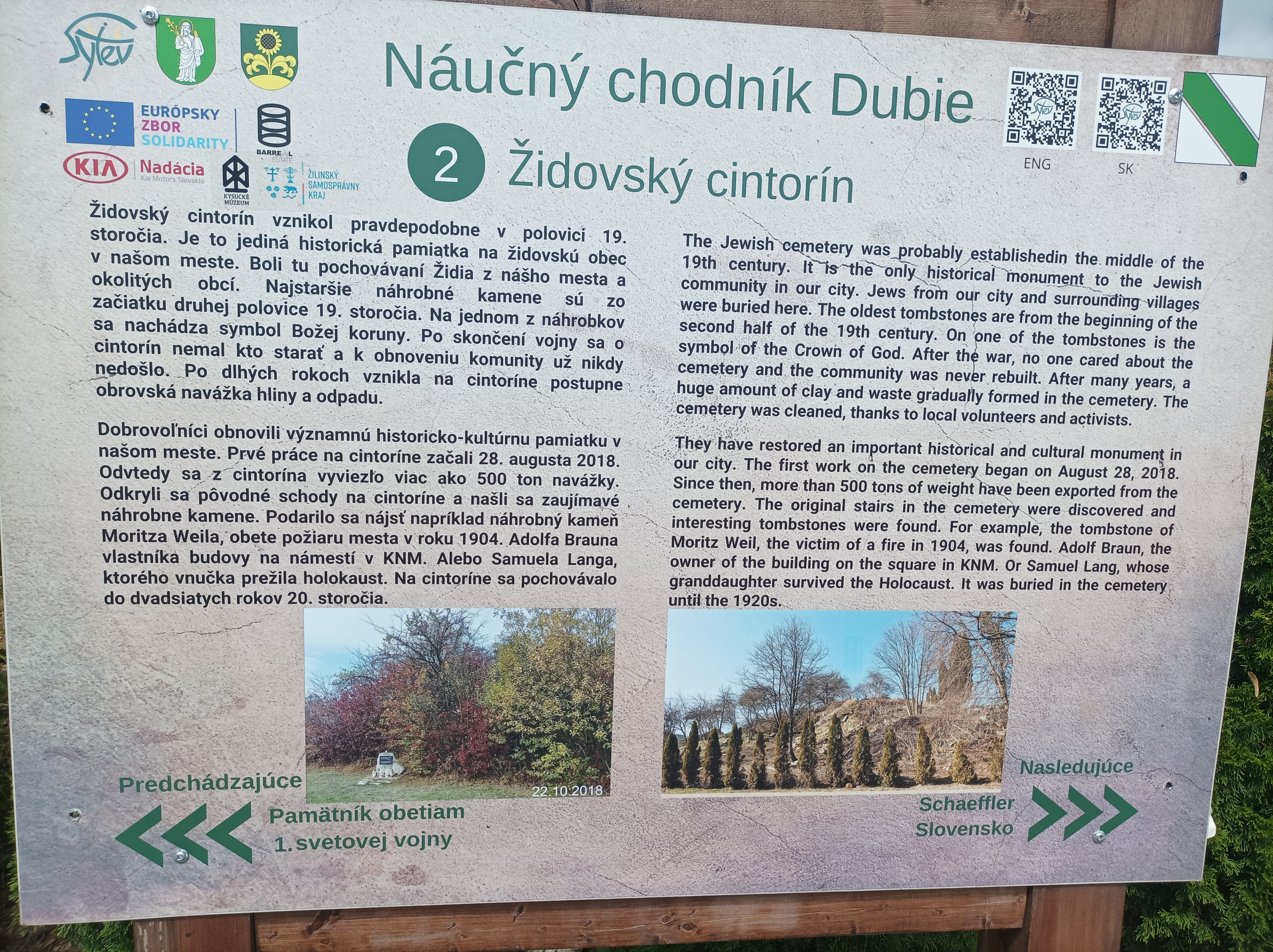
Informační tabule